# Cérémonie d'ouverture des Jeux olympiques d'hiver de 2022
La cérémonie d'ouverture des Jeux olympiques d'hiver de 2022 est la cérémonie d'ouverture qui a eu lieu le 4 février 2022 dans le Stade national de Pékin à 20 h 00, heure locale, et par laquelle sont lancés les Jeux olympiques d'hiver de 2022 à Pékin, en Chine.

## Organisation de la cérémonie
Le site de la cérémonie d'ouverture est le stade national de Pékin (« Nid d'oiseau »), le même stade qui avait accueilli la cérémonie d'ouverture des Jeux olympiques d'été de 2008.
Comme l'exige la Charte olympique, la cérémonie combine l'aspect formel et cérémoniel, avec les discours de bienvenue, le hissage des drapeaux et le défilé des athlètes, et un spectacle artistique mettant en valeur la culture et l'histoire du pays hôte.
Les Jeux sont officiellement ouverts par Xi Jinping, secrétaire général du Parti communiste chinois et président de la République populaire de Chine.

## Déroulement du spectacle
En janvier 2022, le réalisateur Zhang Yimou a été désigné pour diriger la cérémonie d'ouverture. Il avait déjà œuvré pour la cérémonie d'ouverture de Pékin en 2008. Des éléments du Nouvel An chinois, qui tombe le 1er février, furent aussi présents dans le spectacle.
La cérémonie débuta sur le thème de l’eau et de ses qualités physiques, comme celles de devenir neige ou glace.
Le début de la cérémonie officielle est marqué par l'arrivée du président chinois Xi Jinping accompagné de son épouse Peng Liyuan et du président du CIO Thomas Bach à la tribune, suivis par plusieurs dignitaires internationaux et divers représentants du gouvernement chinois. La cérémonie débute par un court métrage mêlant images de la Chine et images de sport durant 3 minutes et 30 secondes et présentant 24 tableaux qui font défiler à l'envers les 24 saisons solaires, une référence aux 24e Jeux olympiques d'hiver et au calendrier chinois. Le premier tableau montre des danseurs portant de longues tiges vertes végétales pour évoquer le cycle de vie du pissenlit, qui finit par devenir blanc et s'envoler dans le ciel au fur et à mesure que les graines se dispersaient, le tout conclu par un feux d'artifice affichant les mots "立春" (lìchūn, lit. "le début du printemps") et "Spring" pour célébrer le début du printemps qui tombait le 4 février.
Le président chinois et le président du CIO sont présentés au public, recevant à nouveau un accueil chaleureux de l'assistance puis vient une cohorte de douze enfants qui porte un grand drapeau chinois, qu'ils transmettent ensuite à des femmes et des hommes représentant les 56 différentes ethnies chinoises. Le trompettiste Zhu De'en interprète une chanson patriotique chinoise « My People, My Country ». Le drapeau est confié à huit soldats de la garde qui le hisse sur le mat pendant que la foule entonne l'hymne national chinois.
Le deuxième tableau porte sur la symbolique de l'eau. Les écrans LED installés pour la cérémonie montrent une goutte d'encre tombée du ciel, se transformant en vagues bouillonnantes et roulantes du fleuve Jaune, à partir desquelles cristallise un glaçon. Des faisceaux laser "gravent" séquentiellement sur ce cube le nom des villes hôtes et des pays des 23 derniers Jeux d'hiver précédents. Les rayons des 24 faisceaux fusionnent alors en un seul faisceau pour afficher "2022 BEIJING CHINA". Six joueurs de hockey entrent dans le stade et lancent un énorme palet de hockey qui fracture le glaçon lentement et les cinq anneaux olympiques de glace s'élèvent en arrière. Une porte de glace s'entrouvre pour laisser entrer les athlètes dans le défilé des nations.
La parade des nations est ouverte par la délégation grecque : chaque pays est mis à l'honneur par un volontaire portant un flocon où est inscrit le nom du pays en anglais et en chinois et par le drapeau du comité qui peut être porté un ou deux athlètes. Chaque flocon est différent et combine la structure d’un flocon avec la tradition des nœuds chinois. Le défilé est clos par l'Italie qui accueillera les prochains Jeux d'hiver en 2026 et la Chine, le pays hôte de ces jeux, avec comme porte-drapeau Zhao Dan (skeleton) et Gao Tingyu (patinage de vitesse). La musique du défilé était des morceaux célèbres de musique classique comme Tchaïkovski, Brahms, Bizet, Verdi, Beethoven, Mozart ou Rossini.
L'ensemble des flocons de neige, où est inscrit le nom de chaque pays, sont assemblés au sein d'un grand flocon géant. Cai Qi, président du comité d'organisation de Pékin 2022, fait une allocution où il tient à souhaiter la bienvenue aux athlètes, offrant des paroles de paix et d'unité. Le président du CIO, Thomas Bach, a ensuite, dans son discours, commencé par souhaiter une bonne année du tigre, synonyme d'ambition, de courage et de force ; il remercie ensuite la Chine pour l'organisation des jeux ainsi que les nombreux professionnels de la santé, les médecins et les scientifiques pendant cette période de Pandémie de Covid-19 ; Bach insiste sur le respect trêve olympique dans cet esprit olympique de paix puis invite le président de la République populaire de Chine à déclarer ouverts les 24es Jeux Olympiques d'hiver Beijing 2022.
Le Nid d'oiseau s'embrase dans un nouveau feu d'artifice puis vient le troisième tableau "Hommage au peuple" (致敬人民) où des jeunes étudiants universitaires dévoilent le slogan "Ensemble pour un avenir partagé" (一起向未来) puis un groupe de patineurs parcours le terrain devenu une patinoire, le tout sur l'air de "Imagine" de John Lennon. La devise olympique "Plus vite, plus haut, plus fort - Ensemble" (更快、更高、更强、更团结) en anglais et chinois apparait également.
Le Drapeau olympique entre dans le stade : celui-ci est porté par des sportifs chinois :
- Luo Zhihuan, premier patineur de vitesse chinois champion du monde en 1963
- Li Jiajun, patineur de short-track médaillé de bronze en 1998 à Nagano
- Shen Xue, patineuse artistique championne olympique en 2010
- Han Xiaopeng, skieur freestyle champion olympique en 2006
- Zhang Hui, champion olympique en short-track en 2010
- Zhang Hong, championne olympique en patinage de vitesse en 2014 et membre du CIO

L'hymne olympique est chanté en grec par une chorale d'enfants issu de la province du Hebei. Le serment olympique est prononcé par le fondeur Wang Qiang et la snowboardeuse Liu Jiayu pour les athlètes, tandis que le juge de sauts Tao Yongchun et le chef de l'équipe chinoise d'entraîneurs en slalom géant parallèle de snowboard Ji Xiao'ou représentaient respectivement les juges et les entraîneurs. 
Après les vœux olympiques, un court métrage a été projeté sur l'écran du stade, montrant des tout-petits faisant leurs premiers pas dans les sports d'hiver avec comme message de ne jamais se décourager.

## Délégations officielles
Les Jeux olympiques ont fait l'objet d'un boycott diplomatique. Le 6 décembre 2021, Joe Biden, président des États-Unis, déclare n'envoyer aucune délégation diplomatique, suivi quelques jours plus tard de la Nouvelle-Zélande, de l'Australie, du Royaume-Uni et du Canada.